# Petrosimonia
Petrosimonia là chi thực vật có hoa trong họ Amaranthaceae.